# Francisco José de Abreu Matos
Francisco José de Abreu Matos (Fortaleza, 21 de maio de 1924 – 22 de dezembro de 2008) foi um pioneiro farmacologista brasileiro.
Professor emérito da Universidade Federal do Ceará (1983), foi o criador do Projeto Farmácias Vivas, idealizado em 1983 e organizado sob a influência da Organização Mundial da Saúde e premiado em 2005 pela Fundação Banco do Brasil. Sabendo da existência de 20 milhões de nordestinos fora do sistema de atenção primária de saúde que tinham nas plantas medicinais a única opção de tratamento médico, Francisco se perguntou quais seriam as plantas acessíveis na região onde essas pessoas viviam e assim ele criou um programa que permitisse a preparação de fitoterápicos, prescrição e dispensação pela rede pública de saúde, além de orientação sobre o uso correto de plantas medicinais e preparação de remédios caseiros, com eficácia e segurança, baseado em hortos medicinais constituídos de plantas medicinais com certificação botânica.
Na cidade de Fortaleza, o dia da Planta Medicinal é em 21 de maio, em sua homenagem, assim como o Horto de Plantas Medicinais Francisco José de Abreu Matos da Universidade Federal do Ceará.

## Biografia
Francisco nasceu na tarde de 21 de maio de 1924, em Fortaleza, no Boulevar Visconde de Cauhype, nº 1010, filho de Francisco Campello Mattos e Aida de Abreu Mattos. Na época de seu registro, o sobrenome Matos era escrito com dois “Ts”, mas seu pai removeu a letra, adaptando o nome da família à reforma da língua portuguesa, realizada naquela época no Brasil. Francisco era o segundo filho mais velho entre os nove filhos do casal (sete homens e duas mulheres), mas seu irmão mais velho, Joaquim, morreu aos 14 anos e Francisco se tornou o primogênito, encarregado da família.
Sua família possui uma longa história atrelada à farmácia e às plantas medicinais. A família de sua mãe, os Abreus, descendiam do Barão de Therezopolis, Francisco Ferreira de Abreu, doutor em medicina pela Faculdade de Medicina do Rio de Janeiro e posteriormente em 1849 Bacharel em Ciências e Doutor em Medicina pela Faculdade de Medicina de Paris. Foi também professor da seção de ciências cirúrgicas (1851); lente catedrático em medicina legal (1854 – 1877) e vice-diretor (1873 – 1881) da Faculdade de Medicina do Rio de Janeiro, de onde se aposentou em 1881.
Da família do pai, os Matos, a farmacologia estava presente havia quatro gerações, desde 1810, com Francisco José de Mattos, nascido em Aracati. Obteve do Protomedicato do Recife sua licença de Cirurgião do Império em 1836. Em 1839 mudou-se para Fortaleza e posteriormente para a corte no Rio de Janeiro onde passou a clinicar, atendendo a pacientes ilustres como senadores. Retornou para Fortaleza em 1840 para ser o Diretor da enfermaria de caridade. Ele foi também o criador das famosas “Pílulas Purgativas do Cirurgião Mattos”, mais comumente conhecida pelos cearenses como “Piula do Mato” e receitadas em todo o estado. Sua fabricação se iniciou em 1846, quando residia em Quixeramobim, à base de duas plantas regionais: “cabacinha” (Luffa operculata) com “batata-de-purga” (Convolvulus operculata) conforme arquivo da família.

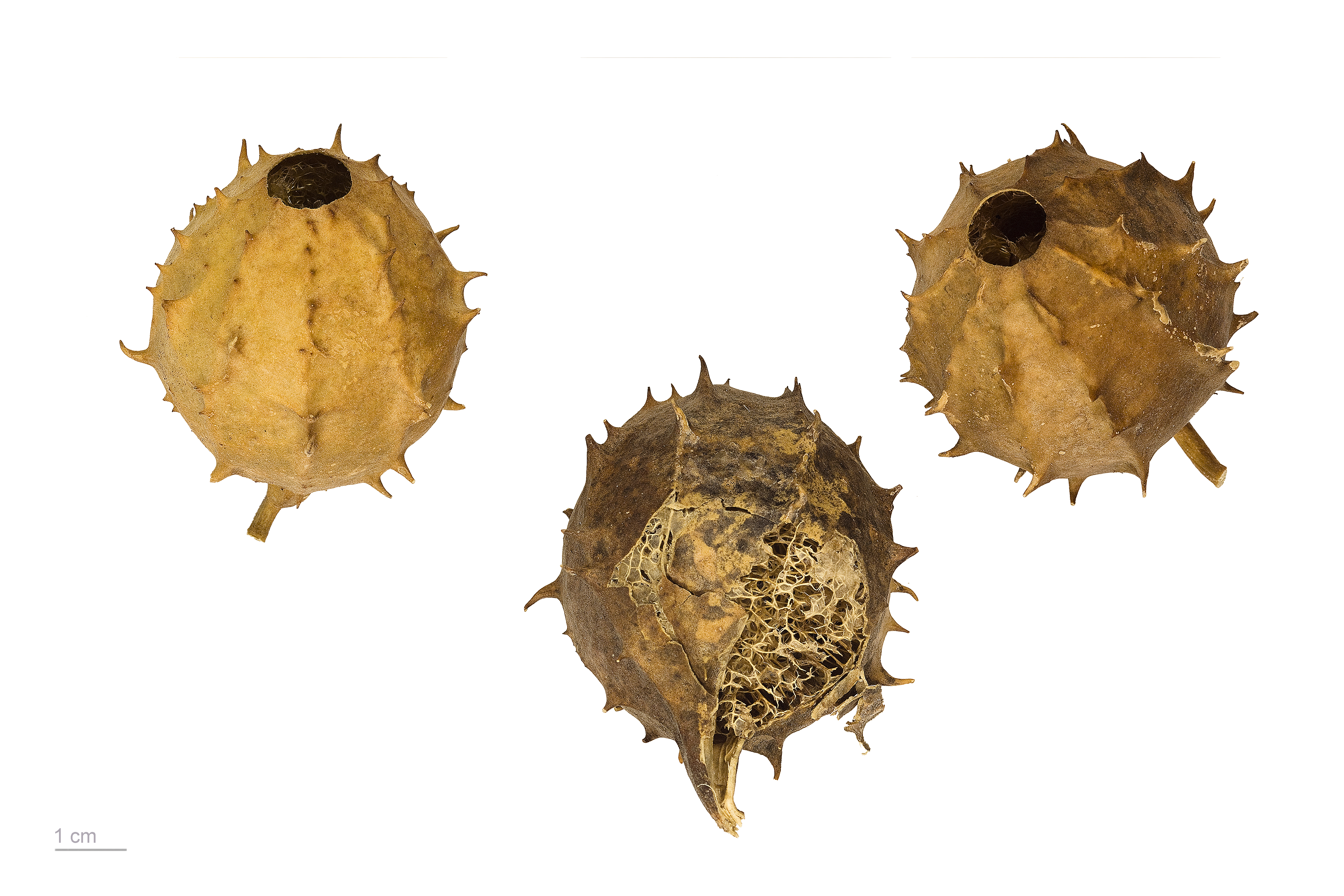
Luffa operculata - MHNT

Seu filho, Joaquim d’Alencar Mattos, e avô de Francisco José, nascido em 1860, daria continuidade à profissão do pai, fundando em 29 de novembro de 1883, na então Província de Baturité, a “Pharmácia e Drogaria Mattos”, onde ele melhorou as Pílulas de Mattos, revestindo-as com prata para evitar falsificações, e registrou a fórmula na então Inspectoria Federal de Saúde em 1908, sendo assim o quinto produto farmacêutico oficial do Brasil. Em 1905, a Pharmácia Mattos produziria além das Pílulas de Mattos vários outros preparados como o Peitoral Mattos de Jucá e Goma-angico contra a tosse, xarope de Urucu composto, um poderoso antiasmático, o Elixir de Velame; Caroba e Manacá, depurativo do sangue e específico da sífilis, Elixir estomacal de Torém, Água Juvenil para o cabelo, Leite anti-félico para a pele, Ziziphus e Vitiver (pó e pasta dentifrícia) entre outros.

### Estudos
Francisco José ingressou no Colégio Nossa Senhora das Vitórias, em Fortaleza, onde cursou o primário. Nas férias escolares, costumava passar o período na casa do avô, em Baturité, onde exercia atividades farmacológicas com ele na farmácia da família. O curso secundário foi feito em dois colégios. O primeiro ano foi no Colégio Floriano, que funcionava no prédio do Colégio Militar do Ceará. Quando o colégio foi extinto, em 1938, ele se transfeiru para o Ginásio São João, situado na Avenida Santos Dumont, 1169, antiga Vila Quixadá, concluindo os seus estudos em 1941.
Ingressou na Faculdade de Farmácia e Odontologia do Ceará, hoje incorporada à Universidade Federal do Ceará, em 19432, formando-se em 8 de dezembro de 1945. Dois dias depois da colação de grau, ele está estava empregado no Laboratório Lilly. Na época, encontrar emprego na área de farmácia era muito fácil, pois existiam poucos profissionais gabaritados na área.
Francisco trabalhava havia dois anos para o Laboratório Lilly quando se casou com Maria Eunice Filomeno Ferreira Gomes, em 22 de março de 1947, na época professora. Francisco trabalhou no Laboratório Lilly até meados de 1948, quando saiu para ingressar como professor na Faculdade de Farmácia e Odontologia do Ceará. A lei estadual na época não permitia que um professor ministrasse várias disciplinas, o que resultava em várias cadeiras vagas, assim o professor Clodoaldo Alcântara convidou Francisco José para ministrar a cadeira de Farmacognosia, da qual já tinha sido monitor durante a graduação.
Para assumir a cadeira, seu nome precisava ser aprovado por indicação direta do governador, na época Faustino de Albuquerque, que relutou em aceitar uma vez que Francisco José era genro de José Filomeno Ferreira Gomes, Deputado Estadual da oposição. Foi preciso uma intervenção de professores da faculdade para que o governador enfim aceitasse a recomendação e o indicasse para a cadeira da escola de Farmácia.
Em 1960 concluiu o doutorado com o título Contribuição ao estudo farmacognóstico de Tabernaemontana affinis. Em sua banca estavam os professores Henrique Luiz Lacombe, catedrático de Farmacognosia da Faculdade de Farmácia e Odontologia da Universidade de Minas Gerais; Prisco Bezerra, catedrático de Botânica da Escola de Agronomia da Universidade do Ceará; Wosvaldo de Oliveira Reidel, catedrático de Química da Escola de cadetes de Fortaleza; Joaquim Juarez de Furtado, catedrático de Química Orgânica e Biológica da Faculdade de Farmácia e Odontologia da Universidade do Ceará e Aldo Cavalcante Leite, catedrático de Farmácia Química da Faculdade de Farmácia e Odontologia da Universidade do Ceará.
Em 1950 era criada a instituição de ensino superio Universidade Federal do Ceará (UFC). A Faculdade de Farmácia e Odontologia do Ceará é então incorporada à nova instituição e, de acordo com a lei 1254, Francisco José prestaria o concurso para professor titular em julho de 1960. Dedico ao estudo da flora medicinal nordestina, Francisco foi professor da UFC até sua morte em 2008.
| “ | Eu tinha sempre uma tendência para o lado da saúde, ciências da saúde, sempre. Desde menino eu tive curiosidade e essa tendência em procurar saber das coisas e eu não conhecia meu bisavô, mas conheci meu avô. Conversando com meu pai e vendo toda a tradição farmacêutica do meu bisavô, avô, meu pai, eu digo: eu vou ser farmacêutico e entro na Faculdade. | ” |

## Carreira
Foi professor do curso de graduação de Farmácia da UFC de 1951 a 1970, onde ministrou a disciplina de Farmacognosia. De 1970 em diante também lecionaria a disciplina de Isolamento e Purificação de Produtos Naturais, dentro do campo da Química Orgânica, para alunos da Pós-graduação e a disciplina de Química Orgânica para alunos da graduação. Em 1953, passou a integrar um grupo de pesquisa multidisciplinar, o Programa de Plantas Medicinais e Aromáticas do Nordeste, que era vinculado ao Laboratório de Produtos Naturais da Universidade Federal do Ceará, coordenado pelo professor Afrânio Aragão Craveiro. O programa foi um dos mais duradouros centros de pesquisas botânica, química e farmacológica em uma universidade no país. O objetivo do programa era identificar as plantas nativas da região nordeste, pesquisando o seu princípio ativo que, caso fosse comprovado, seria certificado e aprovado para produção de remédios.
Francisco fez diversos trabalhos de campos para coleta de espécies vegetais, encontrando muitas vezes espécies novas e nunca estudadas. As espécies eram então classificadas botanicamente, analisadas quimicamente e avaliadas farmacologicamente, sendo então aprovadas no programa. Profissionais das mais diversas áreas integravam o programa, além de alunos de graduação e estudantes de pós-graduação. Em 28 anos de trabalho do programa, foram extraídos mais de 3 mil óleos essenciais de quase mil espécies nativas do nordeste brasileiro, além de mais de 4 mil km rodados por todos os estados da região nordeste, em busca de flora do sertão e da caatinga, gerando trabalhos em teses, dissertações e artigos científicos.
Francisco José foi vice-Diretor do Centro de Ciências, foi Diretor de Unidade dentro do Departamento de Farmácia, além de outras funções de destaque dentro da UFC. O Programa de Óleos Essenciais e Plantas Medicinais do Nordeste serviu de base para o projeto Farmácias Vivas. Em 1982, a Central de Medicamentos, vinculada ao Ministério da Saúde, promoveu o I Encontro sobre Plantas Medicinais, onde surgiria a Comissão de Seleção de Plantas, e seria coordenada por Elisaldo Carlini com mais quatro pesquisadores entre eles o professor Francisco José.
A função da comissão era de definir de forma conclusiva um conjunto de plantas por classe terapêutica, de pesquisa prioritária. Após a conclusão da pesquisa, a comissão apresentaria o relatório com os dados em fevereiro de 1983. Tal experiência levou o professor Francisco a criar um projeto de extensão universitária chamado Farmácias Vivas, de forma a compartilhar com a população brasileira tudo o que foi aprendido com os quase 30 anos do Programa Óleos Essenciais e Plantas Medicinais.
A ideia era levar a pesquisa científica de alto nível feita na universidade até a população de baixa renda e sem acesso à saúde, que contava apenas com o saber das plantas medicinais. Coordenando junto com a Organização Mundial da Saúde, a ideia era levantar em cada país ou região informações sobre o uso de plantas medicinais na recuperação da saúde, analisar sua coerência e identificar cientificamente essas plantas, verificando quais eram seguras, desenvolvendo então os meios necessários para divulgar e apoiar o uso de plantas em cada comunidade. Das 272 plantas identificadas pelo professor Francisco, 153 (56,3%) são nativas do Brasil, das quais 36 (23,4%) são endêmicas da caatinga. Esse bioma exclusivamente brasileiro foi pouco estudado até o ano 2000.
Segundo pesquisas do governo do Ceará, apenas 20% da população do estado tinha condições de adquirir medicamentos industrializados, enquanto 80% buscava nas plantas medicinais, às vezes sem qualquer informação ou comprovação científica, a cura para males e desconfortos em feiras populares. As Farmácias Vivas são unidades farmacêuticas instaladas em comunidades privadas ou públicas, onde os fitoterápicos são produzidos. As plantas são colhidas em hortas comunitárias, em geral instaladas no mesmo local.
| “ | O grande legado deixado pelo Professor Matos é mesmo o que ficou gravado na memória das pessoas. Ele nos ensinou a ver e a amar não apenas a planta medicinal em si, mas o homem que faz uso dela. | ” |

Regulamentado em 2010 pelo Ministério da Saúde, hoje o projeto chegou a outros estados brasileiros, tendo sido credenciado ao SUS em 2006.

## Morte
Aposentado desde a década de 1980 da universidade, ele continuou como professor sênior e depois emérito, ministrando disciplinas de pós-graduação. O professor Francisco José morreu em 22 de dezembro de 2008, em Fortaleza, onde morava, aos 84 anos, em decorrência de um câncer de pulmão. Ele esteve 27 dias internado no Hospital São Mateus e foi sepultado no Cemitério Jardim Metropolitano, na região metropolitana de Fortaleza.

## Publicações
- Plantas tóxicas: estudo de fitotoxicologia química de plantas brasileiras, 2011;
- Plantas medicinais: guia de seleção e emprego de plantas medicinais do Nordeste do Brasil, 2007;
- Farmácias vivas: sistema de utilização de plantas medicinais projetado para pequenas comunidades, 2002;
- Plantas medicinais no Brasil: nativas e exóticas, 2002;
- Plantas da medicina popular do nordeste: propriedades atribuídas e confirmadas, 1999.